# List otwarty do polskiego ludu roboczego
List otwarty do polskiego ludu roboczego lub List ks. Ściegiennego – socjalistyczna odezwa napisana w 1892 roku przez Stanisława Przybyszewskiego, a opublikowana pod nazwiskiem księdza Piotra Ściegiennego przez drukarnię „Gazety Robotniczej”. Druk Listu był wielokrotnie wznawiany, rozpowszechniano go na terytoriach wszystkich zaborów.

## Geneza

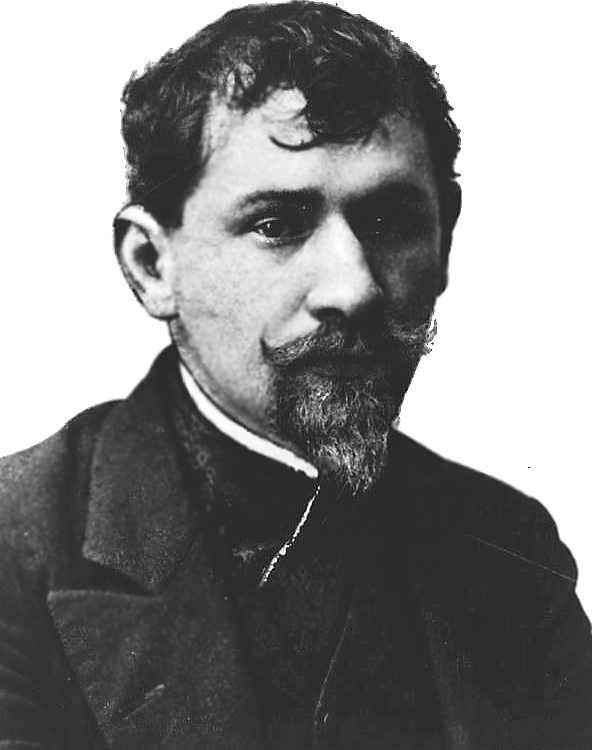
Autor Listu ks. Ściegiennego Stanisław Przybyszewski

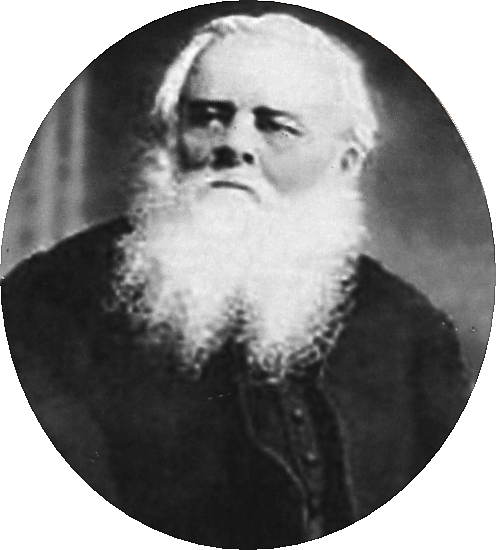
Ksiądz Piotr Ściegienny, rzekomy autor Listu

Okoliczności powstania listu zostały ustalone przez Władysława Pobóg-Malinowskiego, nie były one znane opinii publicznej do 1931 roku.
W 1892 roku Stanisław Przybyszewski został redaktorem berlińskiego periodyku socjalistycznego – „Gazety Robotniczej”. Miał on trudności z pozyskaniem do pisma tekstów, jak również z niskim zainteresowaniem, jakim gazeta cieszyła się wśród polskich robotników, skupionych wokół Kościoła katolickiego. Sam też z ruchem socjalistycznym związany był jedynie przelotnie, nie przeczytał na przykład ani jednej pracy Karola Marksa. Do czytelników postanowił więc zwrócić się, stosując lepiej im znaną retorykę religijną. Odwołał się tym samym do tekstów zmarłego w 1890 roku księdza Piotra Ściegiennego, który w pierwszej połowie lat czterdziestych XIX wieku nawoływał chłopów do antycarskiej rebelii. Pisma kapłana – Złota Książeczka i apokryficzny List Ojca św. Grzegorza XVI znalazły szeroki oddźwięk wśród włościan, którzy jeszcze pod koniec XIX wieku zachowywali pamięć o księdzu rewolucjoniście.

## Kolportaż i odbiór
Tekst został po raz pierwszy wydany w 1892 roku w Berlinie, chociaż przez wzgląd na cenzurę informowano o wcześniejszym wydaniu w Stanisławowie. Zabieg ten nie uchronił redaktorów przed aresztowaniem, przy czym zamiast rzeczywistego autora oskarżeni zostali Franciszek Morawski i Antoni Brzeskwiniewicz. Oskarżeni konsekwentnie podtrzymywali wersję o autorstwie listu przez księdza Ściegiennego, w związku z czym po kilku miesiącach zarzuty zostały oddalone. „Gazeta Robotnicza” wykorzystywała rezultat postępowania jako argument poświadczający autentyczność odezwy. Łącznie wydrukowała ona w tym roku 20 000 egzemplarzy. Tekst spotkał się z dużym zainteresowaniem na terenie Cesarstwa Niemieckiego (zarówno w zaborze pruskim, jak i w środowisku emigrantów zarobkowych). O dodruk prosili działacze socjalistyczni między innymi z Inowrocławia, Gniezna, Bytomia, Katowic i Gliwic.
Próbę popularyzacji listu w Galicji podjął socjaldemokrata Jan Englisch. Zamierzenia publikacji w satyrycznym „Bocianie” doprowadziły do konfiskaty pisma uchwałą Prokuratorii z 5 marca 1893 roku. Pomimo zaakceptowania tekstu w Berlinie, Sąd Krajowy Krakowski uprawomocnił zakaz publikacji, dopatrując się w treści listu znamion „zdrady głównej i innych występków”. Odmienne podejście w stosunku do instytucji pruskich uzasadnione były troską krakowskiego sądu o stan duchowny. Zakaz obowiązywał do końca XIX wieku. W tym czasie list rozpowszechniany był nielegalnie, a do jego popularyzacji przyczyniły się polemiki prowadzone przez duchownych z ambon. W 1893 roku podjęto także próbę rozpowszechnienia odezwy w niemieckojęzycznej części Czech, jednak przetłumaczony już tekst, opatrzony tytułem Epistel an des polnische Arbeitervolk von Pater Peter Sciegienny, został skonfiskowany z drukarni „Vorwärts” w Falkenstein. Do legalizacji listu doprowadził Ignacy Daszyński za sprawą interpelacji poselskiej złożonej na łamach Rady Państwa. Legalnym rozpowszechnianiem odezwy zajmowały się organy prasowe Polskiej Partii Socjalno-Demokratycznej Galicji i Śląska Cieszyńskiego.
Na terenach zaboru rosyjskiego list rozpowszechniały wszystkie większe partie socjalistyczne, prym zaś wiodła Polska Partia Socjalistyczna. Za jej sprawą odezwę rozpowszechniono na obchodach Barbórki w Zagłębiu Dąbrowskim w 1894 roku. W tym samym roku tekst trafił też do Warszawy, a w następnym jego dystrybucję (także do pozostałych dwóch zaborów) prowadził Związek Zagraniczny Socjalistów Polskich. W 1896 roku test drukowany był już przez warszawski PPS. Szczyt popularności odezwy to okres rewolucji 1905 roku. W 1905 roku Lubelski Komitet Okręgowy PPS wydał rekordowy nakład 40 000 egzemplarzy, zaś w 1906 pismo wydała Socjaldemokracja Królestwa Polskiego i Litwy, niezależnie w oddziałach wileńskim i dąbrowskim. List ks. Ściegiennego był często – według Ksawerego Praussa – pierwszym tekstem socjalistycznym, jaki dotarł do miast takich jak Ostrowiec i Lublin.
Polemika księży i obozu narodowego z Listem otwartym sprowadzała się głównie do negowania jego autentyczności. Czasami nawet podawano w wątpliwość samo istnienie księdza Ściegiennego. Nieco szersze polemiki pojawiały się na łamach „Przeglądu Powszechnego” i „Ruchu Chrześcijańsko-Społecznego”. Ksiądz Stanisław Adamski w 1903 roku opublikował w tym drugim piśmie trafną (według Andrzeja Chwalby) analizę motywów fałszerstwa. Krytycy nie byli jednak w stanie wskazać rzeczywistego autora tekstu. Jednym z typów w zaborze pruskim był działacz PPS zaboru pruskiego Rudolf Prukop. Poza propagandą ideologii socjalistycznej List otwarty doprowadził do rozszerzenia kultu samego księdza Ściegiennego, jako alternatywnego wzorca kapłaństwa. Do oznak oddawanej mu czci należały między innymi manifestacje przy miejscu jego spoczynku na cmentarzu w Lublinie czy wystawianie jego portretów – zarówno w domach prywatnych, jak i na spotkaniach partyjnych PPS, gdzie towarzyszył Marksowi, Engelsowi, Lasalle’owi czy Mickiewiczowi.

## Treść
Treść dokumentu wykazuje dobrą znajomość tekstów księdza Ściegiennego przez Przybyszewskiego. Zastosowanie naśladownictwa i fałszywego autorstwa odwoływało się do bardzo dużego autorytetu, jaki Piotr Ściegienny zachował u polskiego włościaństwa. Korzystał też z ogólnego posłuchu, jaki, zwłaszcza w zaborze pruskim, miał kler katolicki. Główna myśl listu sprowadzała się do krytyki roli duchowieństwa w społeczeństwie. Nadawca potępia wspieranie przez księży zastanego ładu społecznego, sojusz z kapitałem i z ciemiężycielami ludu. Sam przedstawia się jako duchowny, który także znajdował się w niewłaściwym obozie, ale zmienił swoje postępowanie po uświadomieniu sobie krzywdy ludu. Tekst krytykował duchowieństwo, ale nie religię. Autor traktował Biblię i Jezusa Chrystusa jako autorytet, przeciwstawiając go współczesnemu klerowi – „…gdyby Chrystus się zjawił, wyrzekłby się wszystkich obłudników podszywających się pod Jego, przekląłby waszych ciemiężycieli, panów i księży…” – i wpajanym przez duchownych zasadom biernego godzenia się na wszelkie niedogodności. Modlitwom i pokorności przeciwstawia solidarność robotniczą i walkę, jaką właściwą drogę do osiągnięcia sprawiedliwości na świecie.
Różnice pomiędzy pismami księdza Ściegiennego a fałszerstwem Przybyszewskiego wynikają między innymi ze znacznej różnicy sytuacji w momencie powstania tych tekstów. Ściegienny swoje słowa kierował do chłopów pańszczyźnianych Królestwa Polskiego. W 1892 roku chłopi wszystkich zaborów byli już wolnymi ludźmi, część z nich, zwłaszcza z zaboru pruskiego, opanowała umiejętność czytania i pisania. Jednak poza chłopami, odbiorcami listu Przybyszewskiego byli także robotnicy i rzemieślnicy. Ściegienny nawoływał do podjęcia walki zbrojnej, podczas gdy socjalistom zależało na tworzeniu organizacji, a sama walka przedstawiana była bardziej abstrakcyjnie. W latach 40. XIX wieku nie funkcjonowało jeszcze myślenie w kategoriach klasowych. Przybyszewski traktował religijną otoczkę tekstu jako narzędzie mające pomóc mu w dotarciu do religijnych mas. Ściegienny zaś traktował Biblię jako ideową podstawę dla prezentowanych masom poglądów.